# 教育まんが
教育まんが（きょういくまんが）とは、歴史上著名な人物を漫画で表現したものである。伝記とよく似ているが、教育まんがは宗教に関連する人物が多く描かれているのが特徴である。また架空の人物が描かれることもある。韓国は教育まんがが盛んである。
一冊500円前後で販売されている。青山書院の教育マンガシリーズなどが有名である。

## 歴史
昭和20年代後半頃から神社仏閣の参道の土産物店で売られるようになった。